# Oligophylla detrita
Oligophylla detrita är en skalbaggsart som beskrevs av Leon Fairmaire 1875. Oligophylla detrita ingår i släktet Oligophylla och familjen Melolonthidae. Inga underarter finns listade i Catalogue of Life.